# Julius Rebek
Julius Rebek Junior (* 11. April 1944 in Beregszász, Ungarn) ist ein US-amerikanischer Chemiker, der sich mit Organischer Chemie befasst und Professor am Scripps Research Institute ist. Er gilt als einer der Pioniere der Supramolekularen Chemie.
Rebek studierte an der University of Kansas mit dem Bachelor-Abschluss 1966 und wurde 1970 am Massachusetts Institute of Technology (MIT) promoviert. 1970 bis 1976 war er Assistant Professor an der University of California, Los Angeles, 1980 bis 1989 Professor an der University of Pittsburgh, 1989 bis 1996 Professor am MIT und ab 1996 Professor am Scripps Research Institute und Direktor des Skaggs Institute of Chemical Biology.
Er befasst sich mit organischen Reaktionen, Enzym-Modellen, molekularer Erkennung und Selbstreplikation, wobei er Moleküle synthetisierte, die sich selbst in vitro reproduzieren.
Seit den 1990er Jahren befasst er sich mit der Synthese von Käfigmolekülen, die im Innern Medikamenten-Werkstoffe aufnehmen können und gezielt geöffnet und geschlossen werden können. Nach ihrer Form wurden sie Tennisball (zuerst 1993), Softball, Football, Volleyball benannt (und mit etwas anderen Formen Zylinder, Cavitand).

## Ehrungen und Mitgliedschaften
- 1976 bis 1980 Sloan Research Fellow
- 1981 und 2009 Humboldt-Forschungspreis
- 1986 Guggenheim Fellow
- 1997 James Flack Norris Award
- 2002 Chemical Pioneer Award
- 2010 Ehrendoktorwürde der Rheinischen Friedrich-Wilhelms-Universität Bonn
- 2012 Prelog-Medaille und -Vorlesung

Er ist Mitglied der American Academy of Arts and Sciences (1993), der National Academy of Sciences (1994), der Ungarischen Akademie der Wissenschaften (2001) und Auswärtiges Mitglied der Academia Europaea (2005).